# 로비어 공간
기하학에서 로비어 공간(Lawvere空間) 또는 일반화 거리 공간(一般化距離空間, 영어: generalized metric space) 또는 반거리 공간(半距離空間, 영어: hemimetric space) 또는 확장 준 유사 거리 공간(擴張準類似距離空間, 영어: extended quasipseudometric space, 약자 ∞qp-거리 공간 영어: ∞qp-metric space)은 거리 공간 및 유사 거리 공간 및 확장 유사 거리 공간의 개념의 일반화이다. 위 경우와 달리, “거리 함수”가 대칭적이지 못할 수 있다.

## 정의
로비어 공간의 개념은 다음과 같이 여러 가지로 정의될 수 있다.
- 기초적으로, 일련의 공리를 만족시키는 거리 함수를 갖춘 집합으로 정의될 수 있다.
- 더 일반적인 개념인 접근 공간(영어: approach space)의 특수한 경우로 정의될 수 있다.
- 풍성한 범주의 이론을 사용하여, 음이 아닌 확장된 실수의 닫힌 모노이드 범주 위의 풍성한 범주로 정의될 수 있다.

두 정의는 서로 동치이다. 그러나 범주론적 정의를 사용하면, 기초적 정의에서 일일이 정의해야 하는 개념들이 범주론적 구성들의 특별한 경우로 자동적으로 얻어진다.

### 기초적 정의
집합 {\displaystyle X} 위의 로비어 계량(영어: Lawvere metric)은 다음 두 조건을 만족시키는, 확장된 실수 값 함수
{\displaystyle d\colon X^{2}\to [0,\infty ]}
이다.:231, Definition B.1.1
- (삼각 부등식) 임의의 {\displaystyle x,y,z\in X}에 대하여, {\displaystyle d(x,y)+d(y,z)\leq d(x,z)}
- 임의의 {\displaystyle x\in X}에 대하여, {\displaystyle d(x,x)=0}

다만, 위 정의에서 {\displaystyle d(x,y)=d(y,x)}일 필요는 없다. 이 조건을 추가로 만족시키는 로비어 공간을 확장 유사 거리 공간이라고 한다. 만약 {\displaystyle d}의 값이 항상 추가로 유한하다면 이는 유사 거리 공간이 된다.
로비어 공간들과 상수 1의 립시츠 연속 함수들, 즉 함수 {\displaystyle f\colon (X,d_{X})\to (Y,d_{Y})} 가운데
{\displaystyle d_{X}(x,x')\leq d_{Y}(f(x),f(x'))}
를 만족시키는 것들은 구체적 범주를 이룬다. 이를 {\displaystyle \operatorname {\infty pqMet} }라고 표기하자.

### 접근 구조를 통한 정의
집합 {\displaystyle X} 위의 접근 구조(接近構造, 영어: approach structure) {\displaystyle \delta }는 다음 네 조건을 만족시키는 함수
{\displaystyle \delta \colon X\times {\mathcal {P}}(X)\to [0,\infty ]}
이다.
- {\displaystyle \forall x\in X\colon \delta (x,\{x\})=0}
- {\displaystyle \forall x\in X\colon \delta (x,\varnothing )=\infty }
- {\displaystyle \forall x\in X\forall A,B\subseteq X\colon \delta (x,A\cup B)=\min\{\delta (x,A),\delta (x,B)\}}
- {\displaystyle \forall \epsilon \in [0,\infty ]\forall x\in X\forall A\subseteq X\colon \delta (x,A)\leq \delta (x,\{y\in X\colon \delta (y,A)\leq \epsilon \})+\epsilon }

접근 구조를 갖춘 집합을 접근 공간(接近空間, 영어: approach space)이라고 하자. 그렇다면, 접근 공간 {\displaystyle (X,\delta )}에 대하여 다음 세 조건이 서로 동치이다.:96, Theorem 3.1.11
- 임의의 {\displaystyle x\in X} 및 부분 집합 {\displaystyle Y\subseteq X}에 대하여, {\displaystyle \textstyle \delta (x,Y)=\inf _{y\in Y}\delta (x,\{y\})}
- 임의의 {\displaystyle x\in X} 및 집합족 {\displaystyle {\mathcal {Y}}\subseteq {\mathcal {P}}(X)}에 대하여, {\displaystyle \textstyle \delta (x,\bigcup {\mathcal {Y}})=\inf _{Y\in {\mathcal {Y}}}\delta (x,Y)}
- {\displaystyle X\times X\to [0,\infty ]}, {\displaystyle (x,y)\mapsto \delta (x,\{y\})}는 로비어 계량을 이룬다.

이에 따라, 서로 동치인 위 조건들을 만족시키는 접근 공간을 로비어 공간이라고 한다. 다시 말해, 로비어 공간은 그 접근 구조를 한원소 집합만으로부터 재구성할 수 있는 접근 공간이다.
반대로, 로비어 공간 {\displaystyle (X,d)}이 주어졌을 때, 그 위의 접근 구조는
{\displaystyle \delta (x,Y)=\inf _{y\in Y}d(x,y)\in [0,\infty ]\qquad \forall Y\subseteq X}
가 된다.

### 범주론적 정의
다음과 같은 작은 범주 {\displaystyle {\mathcal {C}}=[0,\infty ]^{\operatorname {op} }}를 생각하자.
- {\displaystyle {\mathcal {C}}}의 대상은 음이 아닌 확장된 실수이다.
- 임의의 두 {\displaystyle a,b\in [0,\infty ]}에 대하여, 만약 {\displaystyle a\geq b}라면, 하나의 사상 {\displaystyle a\to b}가 존재한다.

이 범주는 완비 범주이며, 텐서곱
{\displaystyle a\otimes b=a+b}
에 대하여 닫힌 모노이드 범주를 이룬다. 이에 따라 {\displaystyle {\mathcal {C}}}에 대한 풍성한 범주의 개념을 정의할 수 있다. 이 경우, {\displaystyle {\mathcal {C}}}-풍성한 작은 범주 {\displaystyle X}를 로비어 공간이라고 하며, 이 경우 풍성한 함자의 개념은 상수 1의 립시츠 연속 함수의 개념과 일치한다.
두 정의 사이의 관계는 다음과 같다.
| 기초적 정의                                          | 범주론적 정의                                                                    |
| ---------------------------------------------------- | -------------------------------------------------------------------------------- |
| 공간 속의 점                                         | 범주의 대상                                                                      |
| 거리 함수 {\displaystyle d(x,y)}                     | 사상 집합 {\displaystyle \hom _{X}(x,y)}                                         |
| 삼각 부등식 {\displaystyle d(x,y)+d(y,z)\geq d(x,z)} | 사상의 합성 {\displaystyle \hom _{X}(y,z)\circ \hom _{X}(x,y)\to \hom _{X}(x,z)} |
| 스스로와의 거리 {\displaystyle d(x,x)=0}             | 항등 사상                                                                        |

### 위상
유사 거리 공간의 경우와 달리, 로비어 공간 {\displaystyle (X,d)} 위에는 다양한 위상이 사용된다.
로비어 공간 {\displaystyle (X,d)} 위의, 중심 {\displaystyle x\in X}의, 반지름 {\displaystyle r\in (0,\infty ]}의 열린 공(영어: open ball)은 다음과 같다.:231, Definition B.1.1
{\displaystyle \operatorname {ball} _{X}(x,r)=\{y\in X\colon d(x,y)<r\}}
열린 공들의 집합족
{\displaystyle \left\{\operatorname {ball} _{X}(x,r)\colon r\in (0,\infty ],\;x\in X\right\}}
은 위상의 기저를 이루며, 이들로 생성되는 위상을 일반화 알렉산드로프 위상(영어: generalized Alexandroff topology) 또는 열린 공 위상(영어: open ball topology)이라고 한다.:21, §6

#### 일반화 스콧 위상
로비어 공간 {\displaystyle (X,d)} 속의 점렬 {\displaystyle (x_{i})_{i\in \mathbb {N} }}이 다음 조건을 만족시키면 코시 열이라고 하자.:6, §3
{\displaystyle \forall \epsilon \in \mathbb {R} ^{+}\exists N_{\epsilon }\in \mathbb {N} \forall i\geq N_{\epsilon }\forall j\geq i\colon d(x_{i},x_{j})<\epsilon }
여기서 {\displaystyle j\geq i}이어야 하는 것에 주의하자. (마찬가지로 그 반대 개념을 정의할 수 있다. 즉, {\displaystyle X}의 코시 열과 {\displaystyle X^{\operatorname {op} }}의 코시 열은 일반적으로 다르다.) 코시 열 {\displaystyle (x_{i})_{i\in \mathbb {N} }}에 대하여, 만약
{\displaystyle \limsup _{i\to \infty }d(x_{i},x)=0}
이라면, {\displaystyle x_{i}}가 {\displaystyle x}로 수렴한다고 하자.
로비어 공간 {\displaystyle (X,d)} 위의 일반화 스콧 위상(영어: generalized Scott topology)에서, 부분 집합 {\displaystyle U\subseteq X}가 열린집합일 필요 충분 조건은 다음과 같다.
- 임의의 코시 열 {\displaystyle x_{0},x_{1},\dotsc \in X}가 {\displaystyle x\in X}로 수렴한다면,
{\displaystyle x\in U\iff \exists (N,\epsilon )\in \mathbb {N} \times \mathbb {R} ^{+}\colon \bigcup _{i\geq N}\operatorname {ball} _{X}(x_{i},\epsilon )\subseteq U}

일반화 스콧 위상은 일반화 알렉산드로프 위상보다 더 섬세한 위상이며, 사실 이는 일반화 알렉산드로프 위상보다 더 섬세한 위상들 가운데 코시 열의 (위의 정의에 따른) 극한이 (일반위상수학의 정의에 따른) 극한이 되는 가장 엉성한 위상이다.
만약 {\displaystyle (X,d)}가 확장 유사 거리 공간이라면, 일반화 알렉산드로프 위상과 일반화 스콧 위상은 {\displaystyle X}의 일반적인 위상과 같다.:21–22, §6 만약 {\displaystyle (X,d)}가 원순서 집합이라면 (즉, {\displaystyle d}의 치역이 {\displaystyle \{0,\infty \}}라면), {\displaystyle (X,d)}의 일반화 알렉산드로프 위상은 알렉산드로프 위상과 같다.:21, §6

## 연산

### 반대 공간
임의의 로비어 공간 {\displaystyle (X,d)}에 대하여, 그 반대 로비어 공간(反對Lawvere空間, 영어: opposite Lawvere space) {\displaystyle X^{\operatorname {op} }=(X,d^{\operatorname {op} })}을 다음과 같이 정의할 수 있다.:5, §2
{\displaystyle d^{\operatorname {op} }(x,y)=d(y,x)\qquad \forall x,y\in X}
이는 반대 범주의 개념의 특수한 경우이다.

### 대칭화
로비어 공간 {\displaystyle (X,d)}에 대하여, 그 거리 함수를 다음과 같이 두 가지로 대칭화할 수 있다.
{\displaystyle d^{\max(}x,y)=\max\{d(x,y),d(y,x)\}}
{\displaystyle d^{\text{avg}}(x,y)={\frac {1}{2}}\left(d(x,y)+d(y,x)\right)}
그렇다면, {\displaystyle (X,d^{\max })}와 {\displaystyle (X,d^{\text{avg}})} 둘 다 확장 유사 거리 공간을 이룬다.
만약 {\displaystyle (X,d)}가 이미 확장 유사 거리 공간이라면 {\displaystyle (X,d)=(X,d^{\text{avg}})=(X,d^{\max })}이다.

### 상수배
로비어 공간 {\displaystyle (X,d)} 및 음이 아닌 확장된 실수 {\displaystyle C\in [0,\infty ]}에 대하여, {\displaystyle (X,Cd)} 역시 로비어 공간이다. (만약 {\displaystyle C=0}일 경우, 이는 비이산 공간이다. 만약 {\displaystyle C=\infty }일 경우, {\displaystyle \infty \cdot 0=0}으로 정의하며, 이는 원순서 집합이다.)

### 로비어 계량의 합성
집합 {\displaystyle X} 위에 로비어 계량들의 족
{\displaystyle (d_{i}\colon X\times X\to [0,\infty ])_{i\in I}}
이 주어졌다고 하자. 그렇다면,
{\displaystyle \sup _{i\in I}d_{i}\colon X\times X\to [0,\infty ]}
{\displaystyle \sup _{i\in I}d_{i}\colon (x,y)\mapsto \sup _{i\in I}d_{i}(x,y)}
역시 로비어 계량을 이룬다. 이는 사실 항등 함수에 대한 시작 구조의 특수한 경우이다.
마찬가지로, 가산 개의 로비어 계량의 족
{\displaystyle (d_{i}\colon X\times X\to [0,\infty ])_{i\in I}}
{\displaystyle |I|\leq \aleph _{0}}
이 주어졌을 때,
{\displaystyle \sum _{i\in I}d_{i}\colon X\times X\to [0,\infty ]}
{\displaystyle \sum _{i\in I}d_{i}\colon (x,y)\mapsto \sum _{i\in I}d_{i}(x,y)}
역시 로비어 계량을 이룬다. (특히, 만약 {\displaystyle I}가 유한 집합이라면, 평균 계량 {\displaystyle \textstyle \sum _{i\in I}d_{i}/|I|} 역시 로비어 계량이다.)

### 주어진 함수를 상계로 하는 최대 로비어 계량
임의의 집합 {\displaystyle X} 및 임의의 함수
{\displaystyle f\colon X\times X\to [0,\infty ]}
가 주어졌다고 하자. 그렇다면, 함수 집합
{\displaystyle {\mathcal {D}}\subseteq [0,\infty ]^{X\times X}}
가
{\displaystyle d(x,y)\leq f(x,y)\qquad \forall x,y\in X}
를 만족시키는 로비어 계량 {\displaystyle d}들의 집합이라고 하자. ({\displaystyle d=0}이 로비어 계량이므로, 이는 항상 공집합이 아니다.) 그렇다면, 이는 최대 원소
{\displaystyle d^{\max }=\sup {\mathcal {D}}=\max {\mathcal {D}}}
{\displaystyle d^{\max }(x,y)=\sup _{d\in {\mathcal {D}}}d(x,y)}
를 가지며, 이는 {\displaystyle f}를 상계로 하는 최대의 로비어 계량이다.
구체적으로, 임의의 집합 {\displaystyle X} 및 함수
{\displaystyle f\colon X\times X\to [0,\infty ]}
가 주어졌을 때, 다음을 정의하자.
{\displaystyle d_{0}(x,y)={\begin{cases}0&x=y\\\infty &x\neq y\end{cases}}}
{\displaystyle d_{1}(x,y)=f(x,y)}
{\displaystyle d_{i}(x_{0},x_{i})=\inf _{x_{1},\dotsc ,x_{i-1}\in X}\left(f(x_{0},x_{1})+f(x_{1},x_{2})+\dotsb +f(x_{i-1},x_{i})\right)\qquad (i=2,3,\dotsc )}
그렇다면, {\displaystyle f}에 의하여 생성되는 로비어 계량은 다음과 같다.
{\displaystyle d(x,y)=\inf _{i\in \mathbb {N} }d_{i}(x,y)}

### 몫공간
로비어 공간 {\displaystyle (X,d)}에 대하여 다음과 같은 동치 관계를 정의할 수 있다.:6, §2
{\displaystyle x\sim _{0}y\iff d(x,y)=d(y,x)=0\qquad (x,y\in X)}
이에 대하여 몫집합
{\displaystyle X/\sim _{0}}
위에 자연스럽게 로비어 공간의 구조를 부여할 수 있다. 만약 {\displaystyle X}가 유사 거리 공간이라면, {\displaystyle X/\sim _{0}}는 거리 공간을 이룬다.
마찬가지로, 로비어 공간 {\displaystyle (X,d)}에 대하여 다음과 같은 동치 관계를 정의할 수 있다.
{\displaystyle x\sim _{\infty }y\iff \max\{d(x,y),d(y,x)\}<\infty \qquad (x,y\in X)}
이에 대한 몫집합
{\displaystyle X/\sim _{\infty }}
은 대략 {\displaystyle X}의 “연결 성분”들의 집합으로 생각할 수 있다. {\displaystyle X/\sim _{\infty }} 위에는 자연스럽게 원순서
{\displaystyle [x]_{\sim _{\infty }}\lesssim [y]_{\sim _{\infty }}\iff d(x,y)<\infty }
를 취할 수 있다. 만약 {\displaystyle X}가 원순서 집합이라면, {\displaystyle X/\sim _{\infty }=X}이다.

### 분리합
임의의 로비어 공간들의 (유한 또는 무한) 족 {\displaystyle (X_{i},d_{i})_{i\in I}}의 분리합(영어: disjoint sum)은 집합으로서 분리합집합
{\displaystyle X=\bigsqcup _{i\in I}X_{i}}
이다. 그 위의 로비어 계량은 다음과 같다.
{\displaystyle d(x,y)={\begin{cases}d_{i}(x,y)&i=j\\\infty &i\neq j\end{cases}}\qquad (x\in X_{i},\;y\in X_{j})}
이 연산은 로비어 공간의 범주 {\displaystyle \operatorname {\infty pqMet} }의 범주론적 쌍대곱을 이룬다.

### 곱
임의의 로비어 공간들의 (유한 또는 무한) 족 {\displaystyle (X_{i},d_{i})_{i\in I}}의 곱은 집합으로서 곱집합
{\displaystyle X=\prod _{i\in I}X_{i}}
이며, 그 위의 로비어 계량은 다음과 같다.
{\displaystyle d(x,y)=\sup _{i\in I}d_{i}(x_{i},y_{i})\qquad \forall x,y\in X}
이 연산은 로비어 공간의 범주 {\displaystyle \operatorname {\infty pqMet} }의 범주론적 곱을 이룬다.:233, §B.1

### 시작 계량과 끝 계량
로비어 공간의 범주의 망각 함자 {\displaystyle \operatorname {\infty pqMet} \to \operatorname {Set} }는 위상 함자이므로, 시작 구조와 끝 구조를 정의할 수 있다.
구체적으로, 임의의 집합 {\displaystyle X} 및 로비어 공간들의 족 {\displaystyle (Y_{i},d_{i})_{i\in I}} 및 함수의 족 {\displaystyle (f_{i}\colon X\to Y_{i})_{i\in I}}가 주어졌을 때, {\displaystyle (f_{i})_{i\in I}}로 유도되는, {\displaystyle X} 위의 시작 로비어 계량(영어: initial Lawvere metric)은 다음과 같다.
{\displaystyle d_{X}(x,x')=\sup _{\in I}d_{i}(f_{i}(x),f_{i}(x'))}
마찬가지로, 임의의 집합 {\displaystyle X} 및 로비어 공간들의 족 {\displaystyle (Y_{i},d_{i})_{i\in I}} 및 함수의 족 {\displaystyle (f_{i}\colon Y_{i}\to X)_{i\in I}}가 주어졌을 때, {\displaystyle (f_{i})_{i\in I}}로 유도되는, {\displaystyle X} 위의 끝 로비어 계량(영어: final Lawvere metric)은 함수
{\displaystyle f\colon X\times X\to [0,\infty ]}
{\displaystyle f\colon (x,x')\mapsto \inf _{i\in I}d_{i}(f_{i}(x),f_{i}(x'))}
를 상계로 하는 최대 로비어 계량이다.

## 성질

### 함의 관계
다음과 같은 함의 관계가 성립한다.
길이 거리 공간 ⇒ 거리 공간 ⇒ 유사 거리 공간 ⇒ 확장 유사 거리 공간 ⇒ 로비어 공간

### 범주론적 성질
로비어 공간의 범주 {\displaystyle \operatorname {\infty pqMet} }가 주어졌을 때, 망각 함자
{\displaystyle \operatorname {\infty pqMet} \to \operatorname {Set} }
는 위상 함자이다.:233, Proposition B.1.2 특히, 만약 집합 {\displaystyle X} 위의 임의의 함수족
{\displaystyle (f_{i}\colon X\to Y_{i})_{i\in I}}
이 주어졌으며 {\displaystyle (Y_{i})_{i\in I}}들이 모두 로비어 공간의 구조를 가진다면, 이로부터 시작 로비어 계량(영어: initial Lawvere metric)을 정의할 수 있다. 이는 위상 공간의 시작 위상과 유사하다. 마찬가지로, 집합 {\displaystyle X}로 가는 임의의 함수족
{\displaystyle (f_{i}\colon Y_{i}\to X)_{i\in I}}
이 주어졌으며 {\displaystyle (Y_{i})_{i\in I}}들이 모두 로비어 공간의 구조를 가진다면, 이로부터 끝 로비어 계량(영어: final Lawvere metric)을 항상 정의할 수 있다. 이는 위상 공간의 끝 위상과 유사하다.
또한, 위상 공간과 연속 함수의 범주로 가는 망각 함자
{\displaystyle \operatorname {\infty pqMet} \to \operatorname {Top} }
가 존재하며, 이는 로비어 공간에 열린 공 위상을 대응시킨다.

### 위상 공간의 로비어 계량을 통한 표현
임의의 위상은 일련의 로비어 계량들로 표현될 수 있다. 구체적으로, 임의의 위상 공간 {\displaystyle (X,{\mathcal {U}})}에 대하여, 다음 조건을 만족시키는, {\displaystyle X} 위의 로비어 계량들의 집합 {\displaystyle (d_{i})_{i\in I}}이 존재한다.:95, Theorem 7
- {\displaystyle {\mathcal {U}}}는 항등 함수 {\displaystyle f_{i}\colon X\to (X,d_{i})}들에 의하여 생성되는 시작 위상이다. (여기서 로비어 공간 {\displaystyle (X,d_{i})}에는 열린 공 위상을 부여한다.)
- {\displaystyle |I|\leq |{\mathcal {U}}|}이다.

## 역사와 어원
프랜시스 윌리엄 로비어가 도입하였다.
이 개념은 거리 공간의 개념을 일반화하는데, 이에 대하여 로비어는 다음과 같이 적었다.
| “ | The first of these [non-identity of two points with zero distance] is not very natural from the categorical viewpoint, since it corresponds to requiring that isomorphic objects are equal […]. Allowing ∞ among the quantities is precisely analogous to including the empty set among abstract sets, and it is done for similar reasons of completeness […]. The non-symmetry is the more serious generalization, and moreover occurs in many naturally arising examples, such as {\displaystyle X(a,b)=} work required to get from {\displaystyle a} to {\displaystyle b} in mountainous region {\displaystyle X}. […] 첫째 [일반화] [즉, 거리가 0인 서로 다른 두 점이 존재할 수 있음]는 범주론적 관점에서 별로 자연스럽지 않다. 이는 서로 동형인 대상이 같다는 것에 해당하기 때문이다. […] [거리가] ∞인 것을 허용하는 것은 공집합을 집합으로 취급하는 것과 마찬가지로, 완비성에 의하여 필요하다. […] [거리 함수의] 비대칭성은 더 중대한 일반화이며, 다음과 같은 자연스러운 예들이 존재한다. 예를 들어, {\displaystyle X(a,b)=} 산악 지방 {\displaystyle X}에서, {\displaystyle a}에서 {\displaystyle b}로 가는 데 필요한 에너지라고 하자. […] | ” |
|   | — :138 |   |

즉, 로비어 공간의 개념에서, 이 "거리" {\displaystyle d(x,y)}는 사실 어떤 "상태" 또는 "위치" {\displaystyle x}에서 {\displaystyle y}로 전이하는 데 드는 "에너지" 또는 "비용"이라고 여길 수 있다. 이 경우 로비어 공간의 공리들은 다음과 같이 해석된다.
- {\displaystyle x}에서 {\displaystyle z}로 이동하는 데 드는 비용은 이 경로를 {\displaystyle x\to y\to z}와 같이 분해했을 때 {\displaystyle x\to y} 비용과 {\displaystyle x\to z} 비용의 합보다 같거나 적다. (예를 들어, 만약 {\displaystyle y}를 거치지 않는 지름길이 있을 경우 부등식이 성립한다.)
- 상태 {\displaystyle x}에서, 이동하지 않는 데 드는 비용은 0이다. 즉, {\displaystyle d(x,x)=0}이다.
- 상태 {\displaystyle x}에서 {\displaystyle y}로 꼭 이동할 수 있을 필요는 없다. 만약 {\displaystyle x\to y} 전이가 불가능하다면 {\displaystyle d(x,y)=\infty }이다.

간혹 사용되는 용어 ‘확장 준 유사 거리 공간’(영어: extended quasipseudometric space)에서, 각 성분은 고전적 거리 공간의 개념의 다음과 같은 일반화를 의미한다.
- 확장(擴張, 영어: extended): 계량 함수의 값이 ∞일 수 있음을 뜻한다.
- 준(準, 영어: quasi-): 계량 함수가 대칭적이지 못할 수 있음을 뜻한다. 즉, {\displaystyle d(x,y)\neq d(y,x)}일 수 있다.
- 유사(類似, 영어: pseudo-): 계량 함수가 분리공리를 만족시키지 못할 수 있음을 뜻한다. 즉, {\displaystyle x\neq y}이지만 {\displaystyle d(x,y)=0}일 수 있다.

## 예
모든 확장 유사 거리 공간은 로비어 공간이다.

### 시작 대상과 끝 대상
공집합 {\displaystyle \varnothing } 위에는 유일한 (자명한) 로비어 계량이 존재한다. 이는 로비어 공간의 범주의 시작 대상이다.
한원소 공간 {\displaystyle \{\bullet \}} 위에는 유일한 (자명한) 로비어 계량({\displaystyle d(\bullet ,\bullet )=0})이 존재한다. 이는 로비어 공간의 범주의 끝 대상이다.

### 원순서 집합
임의의 원순서 집합 {\displaystyle (X,\lesssim )}에 대하여, 다음과 같은 거리 함수를 주자.
{\displaystyle d(x,y)={\begin{cases}0&x\lesssim y\\\infty &x\not \lesssim y\end{cases}}}
그렇다면 {\displaystyle (X,d)}는 로비어 공간을 이룬다.:4, §2